# Estación de Orly-Ciudad
La estación de Orly-Ciudad (en francés: Orly-Ville) es una estación ferroviaria francesa situada en la comuna homónima, en el departamento de Val-de-Marne, al sur de París. Por ella circulan los trenes de cercanías de la línea C.  

## Historia
La estación fue inaugura en 1886 como parte de la línea conocida como Grande Ceinture stratégique. La Grande Ceinture, es una línea que se abrió a modo de circunvalación alrededor de París y que fue complementada con otros trazados como la Grande Ceinture stratégique que buscaba desdoblar un tramo especialmente saturado de la primera. 
Posteriormente la estación fue incorporada a la línea C del RER.

## Descripción
Dispone de 2 andenes ligeramente curvados, uno lateral y otro central al que acceden 3 vías. Además, posee otras 6 vías más de garaje. 